# Vegas (série télévisée, 1978)
Pour les articles homonymes, voir Vegas.
Vegas (Vega$) est une série télévisée américaine en 69 épisodes de 52 minutes, créée par Michael Mann et diffusée entre le 25 avril 1978 et le 10 juin 1981 sur le réseau ABC.
En France, la série a été diffusée à partir du 13 septembre 1981 sur Antenne 2. Rediffusion sur M6.

## Synopsis
Les aventures d'un détective privé dans l'envers du décor de la ville du jeu…

## Distribution
- Robert Urich (VF : Bernard Woringer) : Dan Tanna
- Phyllis Davis (VF : Béatrice Delfe) : Beatrice Travis
- Greg Morris (VF : Sady Rebbot) : Lieutenant Dave Nelson (LVMPD)
- Bart Braverman (VF : Maurice Sarfati) : Bobby « Binzer » Borso
- Judy Landers (VF : Françoise Pavy) : Angie Turner (saison 1)
- Naomi Stevens (VF : Jane Val) : Sergent Bella Archer (LVMPD)
- Will Sampson : Chef Harlon Two Leaf (Saisons 1 et 2)
- Tony Curtis (VF : Michel Roux puis Albert Augier) : Philip « Slick » Roth

## Épisodes

### Saison 1 (1978-1979)
1. P-01 Gros Poissons (25 avril 78 - High Roller - 75min)
2. 1-01 Photos compromettantes (20 Sep 78 - Centerfold)
3. 1-02 Les Filles s'amusent (27 Sep 78 - The Games Girls Play)
4. 1-03 Mère Mishkin (11 Oct 78 - Mother Mishkin)
5. 1-04 Amour, rire et Mourir (18 Oct 78 - Love, Laugh and Die)
6. 1-05 Oui, ma fille chérie (25 Oct 78 - Yes, My Darling Daughter)
7. 1-06 Lady Ice (01 Nov 78 - Lady Ice)
8. 1-07 La Planque de Milliken (08 Nov 78 - Milliken's Stash)
9. 1-08 Le spectacle (15 Nov 78 - The Pageant)
10. 1-09 Trafic de Femmes (22 Nov 78 - Lost Women)
11. 1-10 Deuxième chambre (06 Dec 78 - Second Stanza)
12. 1-11 Service, Volley et meurtre (20 Dec 78 - Serve, Volley and Kill)
13. 1-12  Le fantôme du tueur  (10 Jan 79 - Ghost of the Ripper)
14. 1-13 Le Téléthon (17 Jan 79 - The Eleventh Event)
15. 1-14 Contrat sur Dan Tanna (24 Jan 79 - Kill Dan Tanna!)
16. 1-15 Terre sacrée (31 Jan 79 - Death Mountain)
17. 1-16 Les Meilleurs amis (07 Feb 79 - Best Friends)
18. 1-17 L'offre et la demande (14 Feb 79 - Demand and Supply)
19. 1-18 Tout ce que je touche (28 Feb 79 - Everything I Touch)
20. 1-19 Cible Douteuse (07 Mar 79 - Doubtful Target)
21. 1-20 Touche mortelle (14 Mar 79 - Touch of Death)
22. 1-21 Une manière de vivre (02 May 79 - A Way to Live)
23. 1-22 Visite Royale (09 May 79 - The Visitor)

### Saison 2 (1979-1980)
1. 2-01 Marque Rouge (19 Sep 79 - Redhanded)
2. 2-02 L'usurpateur (26 Sep 79 - The Usurper)
3. 2-03 Bénédictions (03 Oct 79 - Mixed Blessing)
4. 2-04 En fuite (24 Oct 79 - Runaway)
5. 2-05 Meurtre à la mode (31 Oct 79 - Design for Death)
6. 2-06 Une ombre sur une Star (14 Nov 79 - Shadow on a Star)
7. 2-07 Dan Tanna est mort (21 Nov 79 - Dan Tanna Is Dead)
8. 2-08 Meurtres Macho (28 Nov 79 - The Macho Murders)
9. 2-09 Le jour où le jeu s'est arrêté (12 Dec 79 - The Day the Gambling Stopped)
10. 2-10 Convention douteuse (19 Dec 79 - Classic Connection)
11. 2-11 Conférence Privée (02 Jan 80 - Night of a Thousand Eyes)
12. 2-12 Lundi mortel (09 Jan 80 - Lost Monday)
13. 2-13 Victime de guerre (16 Jan 80 - Comeback / Casualty of War)
14. 2-14 Les surprises de L'amour (23 Jan 80 - All Kinds of Love)
15. 2-15 Chantage (30 Jan 80 - The Magic Sister Slayings)
16. 2-16 Les filles du Lido (06 Feb 80 - The Lido Girls)
17. 2-17 Consortium (27 Feb 80 - Consortium)
18. 2-18 Le Chasseur chassé (05 Mar 80 - The Hunter Hunted)
19. 2-19 L'homme qui en valait deux (12 Mar 80 - The Man Who Was Twice)
20. 2-20 Tueur de Flics - 1re partie (19 Mar 80 - The Golden Gate Cop Killer (part 1))
21. 2-21 Tueur de Flics - 2e partie (19 Mar 80 - The Golden Gate Cop Killer (Part 2))
22. 2-22 Otages (30 Apr 80 - Siege of the Desert Inn)
23. 2-23 Vendetta (07 May 80 - Vendetta)

### Saison 3 (1980-1981)
1. 3-01 Aloha, tu es mort - 1re partie (05 Nov 80 - Aloha, You're Dead (1))
2. 3-02 Aloha, tu es mort - 2e partie (05 Nov 80 - Aloha, You're Dead (2))
3. 3-03 La mort porte du noir (12 Nov 80 - The Black Cat Killer)
4. 3-04 Mort Subite  (19 Nov 80 - Sudden Death)
5. 3-05 Histoire d'amour (26 Nov 80 - Love Affair)
6. 3-06 Témoin en danger (03 Dec 80 - A Deadly Victim)
7. 3-07 Héritage dangereux (10 Dec 80 - Deadly Blessing)
8. 3-08 Il était une fois Noël (17 Dec 80 - Christmas Story)
9. 3-09 La poussière d'Ange(07 Jan 81 - The Andreas Addiction)
10. 3-10 la Suite Sourdough (14 Jan 81 - Sourdough Suite)
11. 3-11 Meurtre par illusions (21 Jan 81 - Murder by Mirrors)
12. 3-12 Contrecoup (18 Feb 81 - Backlash)
13. 3-13 Braquage (25 Feb 81 - Heist)
14. 3-14 Aucune issue (04 Mar 81 - No Way to Treat a Victim)
15. 3-15 Bombe à retardement (11 Mar 81 - Time Bomb)
16. 3-16 Hors de portée (18 Mar 81 - Out of Sight)
17. 3-17 Mise en scène (25 Mar 81 - Set Up)
18. 3-18 La Tuerie (15 Apr 81 - The Killing)
19. 3-19 Passage à l'Ouest (22 Apr 81 - Seek and Destroy)
20. 3-20 Sosie (29 Apr 81 - Dead Ringer)
21. 3-21 Touche Française (06 May 81 - French Twist)
22. 3-22 Le cauchemar (03 Jun 81 - Nightmare Come True)
23. 3-23 Verdict (10 Jun 81 - Judgement Pronounced)

## Commentaires
Le nom du personnage principal de cette série qui fit les beaux jeudis soir sur ABC, Dan Tanna, est tiré du nom d'un restaurant, le Dan Tana's, à Santa Monica, où le producteur de la série, Aaron Spelling, avait ses habitudes.
Dan Tanna fit une apparition dans une autre série de Spelling, Drôles de dames, dans l'épisode Meurtres à Las Vegas.